# 卡洛斯·門迪埃塔

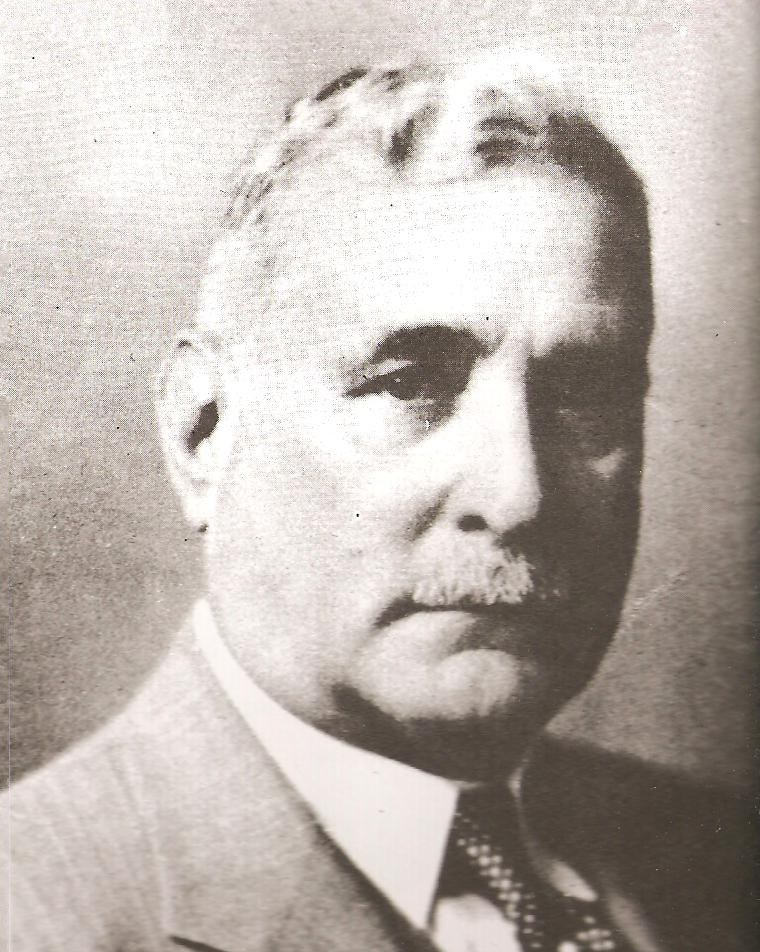
卡洛斯·门迭塔·蒙特富尔

卡洛斯·门迭塔·蒙特富尔（西班牙語：Carlos Mendieta y Montefur；1873年11月4日—1960年）古巴政治人物。曾短暫出任临时古巴总统。出生於比亞克拉拉省，逝世於哈瓦那。
| 前任： 曼努埃尔·马尔克斯·斯特林·洛雷特·德莫拉 | 古巴总统 1934年1月18日-1935年12月11日 | 繼任： 何塞·阿格里皮诺·巴尔内特 |